# マシニマ
マシニマ (英: Machinima) とは、マシンとシネマ、あるいはマシンとアニメーションを組み合わせた造語であり、主にビデオゲームのジャンルの一つであるファーストパーソン・シューティングゲーム (First Person Shooter, FPS) のグラフィックエンジンを用いて作られるCGI映画である。
マシニマは通常作られる大作CG映画と違い、あるPCゲームのグラフィックエンジン、ゲームエンジンを用いて作られ、そのゲームに備えられているリプレイ機能、スキン変更機能、カメラアングル変更機能などを用いて映像を撮影し、撮影後に音声をつけるという形を取るので、制作費が低く抑えられるという特徴がある。

## マシニマの歴史
マシニマの製作は1990年代中盤にDOOMやQuakeなどの人気FPSタイトルが発売した時期に本格的に始まりを迎えた。その理由としてリプレイ機能、ゲーム画面録画機能など映像制作に必要な機能が搭載されていたことが上げられる。
マシニマという造語が本格的に使われ始めたのは1998年であり、その当時はQuakeを用いて作られた映画の呼称として使われていた。その後、3Dゲームエンジンの発達に伴い様々なゲームを用いてマシニマが製作された。現在ではマシニマを用いたミュージッククリップなどの製作も行われており、その存在は広く認知されるようになった。The Moviesのように、ゲームの結果マニシマが製作できるものもある。

## マシニマを製作する際に使われてきたゲーム (ABC順)
- Battlefieldシリーズ
- Call of Dutyシリーズ
- Counter Strikeシリーズ
- F.E.A.R.
- HALOシリーズ
- Quakeシリーズ
- Second Life
- Team Fortress 2
- Sims 2
- World of Warcraft
- レッド・デッド・リデンプション

## マシニマで進む映像制作の民主化
一般的に映像制作は、音楽制作、ポッドキャストなどの音声制作などに比べてハードルが高いと言われてきた。それは実写、アニメーション、CG映画全てに言えることであり、映像を作成するにはビデオカメラ、役者、アニメーションを作るために原画、CGアニメーションを作るためのレンダリングソフトウェアや高度な技術などが必要であり、製作時間、製作費等の事情により多くの人々が製作できるものではなかった。しかしながら、マシニマで作ることによりそれらの制作コストが非常に下がり、大人数で作る必要が無くなったことから、音楽制作、音声制作同様に映像制作の民主化を押し進める可能性があると言われている。

## 日本におけるマシニマ
日本では3Dグラフィックエンジンの世界で著名なゲームが存在しないこともあり、マシニマ制作者の数も海外に比べて非常に少なく、盛んとは言い難い状況である。また、日本人にはマシニマという言葉自体もあまり知られていない。
しかし、ニコニコ動画などにおいて、GTASAやSims 2とそのＭＯＤ機能を利用した動画制作は盛んに行われており、マシネマ、あるいは、それに準ずる活動は既に存在するといえる。